# 1668 Hanna
1668 Hanna este un asteroid din centura principală, descoperit pe 24 iulie 1933, de Karl Reinmuth.